# David Johnson (voetballer, 1984)
David Johnson (Riverside, 16 januari 1984) is een Amerikaanse voormalig voetballer die als middenvelder speelde.

## Clubcarrière
Johnson begon met voetbal op de Riverside Polytechnic High School en werd als jong talent door Martin van Geel naar Willem II gehaald. Johnson kreeg een 5-jarig contract en mocht bij de beloften starten. Hij kwam maar een keer uit in het eerste van Willem II. In 2002 thuis tegen N.E.C. werd er met 1-1 gelijkgespeeld. In 2005 vertrok Johnson naar zijn thuisland om te gaan spelen voor Los Angeles Galaxy. Hij kwam niet in actie voor het team dat de MLS Cup 2005 won, en na het seizoen verliet hij de club. Johnson liep bij verschillende clubs stage maar vond pas begin 2007 in Puerto Rico Islanders een nieuwe club. Met die club nam hij deel aan de United Soccer Leagues (USL) en haalde hij de halve finale in het CFU Club Championship. Tijdens dat seizoen kreeg hij steeds meer last van zijn rug en bij hem werd een chronische hernia geconstateerd waardoor hij zijn loopbaan moest beëindigen. Johnsson kampte hierna enkele jaren met depressies en ging uiteindelijk jeugdspelers trainen in zijn geboorteplaats Riverside. Hij werd daar ook opgenomen in de lokale Sport Hall of Fame.

## Interlandcarrière
Johnson was Amerikaans jeugdinternational en maakte deel uit van de selecties op het wereldkampioenschap voetbal onder 17 - 2001 en het wereldkampioenschap voetbal onder 20 - 2003.